# Sim Woo-yeon
Dans ce nom coréen, le nom de famille, Sim, précède le nom personnel.
Sim Woo-yeon, né le 3 avril 1985, est un footballeur sud-coréen.

## Palmarès
- Championnat de Corée du Sud : 2016